# Juliet Gellatley
Juliet Gellatley – brytyjska pisarka promująca wegetarianizm i obrończyni praw zwierząt.
W październiku 1994 roku założyła fundację Viva! (Vegetarians International Voice for Animals); wcześniej była dyrektorką brytyjskiego Towarzystwa Wegetariańskiego.
Została wegetarianką w wieku 15 lat. Większą część swojego życia spędza, prowadząc kampanie na rzecz zwierząt.
Jest autorką książek: Milcząca arka. Mięso – zabójca świata, Viva! Wegetarianizm.